# Musaranya aquàtica mediterrània
La musaranya aquàtica mediterrània (Neomys anomalus) és una espècie present a Europa i Turquia.

## Descripció
S'assembla molt a la musaranya aquàtica pirinenca, però és de mida una mica més petita i té les extremitats posteriors i la cua relativament més curtes. També té una quilla de pèls sota la cua, que no la ressegueix de dalt a baix, sinó solament la punta, i una altra al marge extern dels peus, però poc patent. La seua saliva és neurotòxica pels petits vertebrats.
La coloració és grisa fosca o negra pel dors i blanca tenyida de gris per la part ventral, amb una línia de demarcació molt nítida entre totes dues.
Dimensions corporals: cap + cos (7 - 8,8 cm) i cua (4,7 - 6,4 cm).
Pes: 8,7 - 16 g.

## Hàbitat
Vores de rius i rierols. Pot freqüentar indrets més allunyats de l'aigua que la musaranya aquàtica pirinenca, com, per exemple, els boscos mixtos.

## Costums
De costums semiaquàtics, però menys dependent de l'aigua que la seva congènere, com aquesta s'unta el pèl amb greix per impermeabilitzar-lo.
És una espècie nocturna que presenta dos màxims d'activitat, un al vespre i l'altre a l'alba.

## Espècies semblants
En la musaranya aquàtica pirinenca, la quilla de pèls de sota la cua la ressegueix de dalt a baix i la del marge extern dels peus és més patent.